# Phthirusa pycnostachya
Phthirusa pycnostachya là một loài thực vật có hoa trong họ Loranthaceae. Loài này được Eichler miêu tả khoa học đầu tiên.